# Nyulnyul
Nyulnyul är ett utdött australiskt språk. Nyulnyul talades i norra delen av delstaten Western Australia och tillhörde den nyulnyulanska språkfamiljen.